# Coppa di Francia 1995-1996
La 79ª edizione della Coppa di Francia, quella 1995-1996, fu vinta dall'AJ Auxerre.

## Trentaduesimi di finale
| Squadra 1               | Risultato       | Squadra 2              |
| ----------------------- | --------------- | ---------------------- |
| Olympique Lione         | 0 - 1           | Auxerre                |
| Monaco                  | 1 - 0 (dts)     | Lens                   |
| Rennes                  | 1 - 2           | Nancy                  |
| Gueugnon                | 1 - 2           | Valence                |
| Cannes                  | 5 - 1           | Perpignan Canet        |
| Niort                   | 2 - 2 (7-6 dcr) | Guingamp               |
| Paris Saint-Germain     | 3 - 1           | Châteauroux            |
| FC Saint-Leu            | 0 - 1           | Lilla                  |
| Valenciennes            | 1 - 2 (dts)     | Strasburgo             |
| Brest                   | 1 - 1 (3-4 dcr) | Nizza                  |
| Charnay                 | 1 - 3           | Metz                   |
| RC La Flèche            | 1 - 3           | Martigues              |
| Pont-de-Roide           | 1 - 4           | Bordeaux               |
| Blénod                  | 1 - 0           | Bastia                 |
| Olympique Saint-Quentin | 1 - 7           | Nantes                 |
| AS Salbris              | 0 - 3           | Le Havre               |
| Pacy-sur-Eure           | 1 - 2           | Montpellier            |
| Saint-Étienne           | 5 - 0           | Saintes                |
| Dunkerque               | 1 - 3           | Sochaux                |
| Laval                   | 4 - 1           | Stade Poitevin         |
| Caen                    | 3 - 2 (dts)     | Amiens                 |
| Le Mans                 | 1 - 0           | Créteil-Lusitanos      |
| Mulhouse                | 3 - 2 (dts)     | Sports Réunis Haguenau |
| FC Saint-Lô Manche      | 1 - 3           | Angers                 |
| US Endoume              | 0 - 2           | Olympique Marsiglia    |
| Tolone                  | 2 - 1           | Pau FC                 |
| GSI Pontivy             | 2 - 0           | Trélissac FC           |
| Nîmes                   | 3 - 1           | Saint-Priest           |
| Tolosa                  | 0 - 1           | Istres                 |
| Nozay                   | 0 - 2           | Thouars Foot 79        |
| SG Marienau Forbach     | 1 - 4           | CF Dijon               |
| Raon-l'Étape            | 0 - 1           | AS Poissy              |

## Sedicesimi di finale
| Squadra 1           | Risultato       | Squadra 2           |
| ------------------- | --------------- | ------------------- |
| Nantes              | 2 - 2 (4-5 dcr) | Monaco              |
| Le Mans             | 0 - 2           | Auxerre             |
| Nancy               | 0 - 0 (2-4 dcr) | Lilla               |
| Metz                | 0 - 1           | Caen                |
| Cannes              | 0 - 1           | Sochaux             |
| Paris Saint-Germain | 2 - 0           | Angers              |
| Nizza               | 0 - 1dts        | Laval               |
| Montpellier         | 2 - 1           | Istres              |
| Thouars Foot 79     | 1 - 0dts        | Martigues           |
| Tolone              | 3 - 2dts        | Bordeaux            |
| Nîmes               | 3 - 1           | Saint-Étienne       |
| Poissy              | 0 - 0 (2-4 dcr) | Strasburgo          |
| Blénod              | 1 - 1 (4-3 dcr) | Le Havre            |
| Niort               | 1 - 1 (4-2 dcr) | Mulhouse            |
| Valence             | 3 - 0           | CF Dijon            |
| GSI Pontivy         | 0 - 2           | Olympique Marsiglia |

## Ottavi di finale
| Squadra 1       | Risultato       | Squadra 2           |
| --------------- | --------------- | ------------------- |
| Auxerre         | 3 - 1           | Paris Saint-Germain |
| Lilla           | 1 - 1 (5-4 dcr) | Monaco              |
| Niort           | 0 - 1           | Strasburgo          |
| Tolone          | 1 - 1 (1-4 dcr) | Montpellier         |
| Valence         | 1 - 0           | Laval               |
| Caen            | 5 - 0           | Sochaux             |
| Blénod          | 0 - 2           | Olympique Marsiglia |
| Thouars Foot 79 | 0 - 2           | Nîmes               |

## Quarti di finale
| Squadra 1           | Risultato   | Squadra 2  |
| ------------------- | ----------- | ---------- |
| Montpellier         | 1 - 0       | Caen       |
| Valence             | 0 - 2       | Auxerre    |
| Olympique Marsiglia | 1 - 0       | Lilla      |
| Nîmes               | 3 - 2 (dts) | Strasburgo |

## Semifinali
| Squadra 1           | Risultato       | Squadra 2   |
| ------------------- | --------------- | ----------- |
| Nîmes               | 1 - 0           | Montpellier |
| Olympique Marsiglia | 1 - 1 (1-3 dcr) | Auxerre     |

| Marsiglia 13 aprile 1996 | Olympique Marsiglia  | 1 – 1 (d.t.s.) referto                            | Auxerre | Stadio Vélodrome |
| \| \| \| \| \| Ferrer 120’ \| Marcatori \| 118’ Lamouchi \| \| Jean-Marc Ferreri Nenad Bjeković Jean-Christophe Marquet Tony Cascarino \| Tiri di rigore 1 – 3 \| Laurent Blanc Stéphane Guivarc'h Franck Silvestre \| |                      |                                                   |         |                  |
| |                      |                                                   |         |                  |
| Ferrer 120’ | Marcatori            | 118’ Lamouchi                                     |         |                  |
| Jean-Marc Ferreri Nenad Bjeković Jean-Christophe Marquet Tony Cascarino | Tiri di rigore 1 – 3 | Laurent Blanc Stéphane Guivarc'h Franck Silvestre |         |                  |

| Nîmes 14 aprile 1996                         | Nîmes     | 1 – 0 referto | Montpellier | Stade des Costières |
| \| \| \| \| \| Ramdane 9’ \| Marcatori \| \| |           |               |             |                     |
|                                              |           |               |             |                     |
| Ramdane 9’                                   | Marcatori |               |             |                     |

## Finale
| Squadra 1 | Risultato | Squadra 2 |
| --------- | --------- | --------- |
| Auxerre   | 2 - 1     | Nîmes     |

| Arbitro: | Bernard Saules |

|                         |           |            |
| Blanc 52’ Laslandes 88’ | Marcatori | 25’ Belbey |